# ميخائيل كريكوريداس باشا
ميخائيل كريكوريداس باشا هو سياسي عثماني شغل منصب والي في الدولة العثمانية.

## مناصبه
تولى المناصب التالية:
- أمير ساموس (16 أغسطس 1900–1902)